# Czyszczenie parą
Sucha para (para przegrzana), to taka, która ma temperaturę wyższą niż temperatura wrzenia cieczy przy danym ciśnieniu. Od niedawna wykorzystywana jako technologia czyszczenia i dezynfekcji, zarówno w domu oraz przemysłowo.

## Historia
Czyszczenie parą znane jest od ponad 150 lat, ale przez większość czasu wykorzystywane było tylko w przemyśle ciężkim, metalurgicznym i paliwowym do czyszczenia grubych warstw tłustych osadów. Początki użytkowych urządzeń parowych to rok 1934 i projekt firmy Jenny. Na przestrzeni lat technologia ta stawała się coraz bardziej popularna, przede wszystkim w Stanach Zjednoczonych. W Europie pozostaje niedoceniona, na co wpływ ma marketing firm chemicznych budujący przekonanie, że do zachowania czystości potrzebne są środki czyszczące.

## Technologia

### Wysoka temperatura
Woda jest podgrzewana w wytwornicy pary do około 180 °C, natomiast temperatura u wylotu dyszy może wahać się w granicach od 80° do 120° w zależności od temperatury otoczenia, długości węża parowego oraz jakości wytwornicy. Gorąca, sucha para emulguje tłuszcz, rozpuszcza brud i inne zanieczyszczenia oraz zabija mikroorganizmy na czyszczonej powierzchni (większość z nich ginie już w temperaturze 85 °C). Skuteczność dezynfekcji w zależności od zastosowanego urządzenia i metody czyszczenia może przekraczać 99,5%.

### Mała wilgotność
Sucha para zawiera zaledwie 5-6% wody dzięki czemu stosowanie jej jest bardzo ekologiczne. Konsekwencją tak niskiej wilgotności pary jest możliwość stosowania jej w miejscach i pomieszczeniach gdzie nie ma instalacji odprowadzającej ścieki. Również czyszczenie maszyn i urządzeń wrażliwych na wilgoć, takich jak silniki i przewody elektryczne czy tablice sterujące, nie stanowi kłopotu, ponieważ taka ilość pary nie uszkadza obwodów. Materiały takie jak dywany, materace czy tapicerka samochodu schną niemal natychmiast, co jest znaczną przewagą tej technologii nad standardowym praniem.
Urządzenie zużywa tylko 4 litry wody przez godzinę, co daje 90% oszczędność w stosunku do wysokociśnieniowych urządzeń wodnych.

### Niskie ciśnienie
Ciśnienie wylatującej pary u wylotu dyszy waha się w granicach 6-10 atmosfer. Wystarcza to, żeby para wniknęła głęboko w czyszczoną powierzchnię lub dotarła do zakamarków urządzenia, gdzie dostęp jest bardzo utrudniony lub wręcz niemożliwy bez jego demontażu. Jest ono jednocześnie na tyle niskie, że nie powoduje uszkodzenia czyszczonych powierzchni ani rozbryzgu nieczystości na inne elementy otoczenia. Dla porównania, popularnie stosowane myjki wodne pompują wodę pod ciśnieniem powyżej 100 atmosfer.

### Ograniczenie użycia środków chemicznych
Technologia pozwala w większości przypadków wyeliminować konieczność stosowania środków chemicznych. Jest przez to bezpieczna dla operatora urządzenia i użytkowników, nie powodująca alergii i nie pozostawiająca po sobie resztek preparatów na czyszczonych powierzchniach. Środki chemiczne wykorzystywane są w praktyce tylko do ciężkich przemysłowych zabrudzeń. Ciepło działa wtedy jak katalizator, ograniczając ilość chemii w procesie czyszczenia.

## Zastosowanie

### Domowe
- Kafelki oraz fugi, kabiny prysznicowe, wanny, armatura i ceramika łazienkowa
- Usuwanie kamienia z kranów
- Szyby okienne wraz z framugami
- Zmywarka i pralka
- Grzejniki i klimatyzatory
- Kuchenne pochłaniacze pary
- Zapieczony tłuszcz z piekarnika
- Każdy rodzaj podłogi, dywany i wykładziny
- Eliminacja zapachów takich jak dym papierosowy, perfumy.
- Odświeżanie odzieży
- Zabija roztocza i inne alergeny
- Nie pozostawia po sobie żadnych zapachów ani resztek preparatów mogących powodować uczulenia i podrażnienia skóry.

### Profesjonalne
- Zakłady spożywcze i przemysłowe – linie produkcyjne
- Hotele i gastronomia – zaplecze kuchenne
- Szkolnictwo i służba zdrowia – sprzęt medyczny i rehabilitacyjny
- Obiekty sportowe i rekreacyjne – zapachy, plesń
- Transport publiczny i towarowy – tapicerka, kontenery
- Przestrzeń publiczna i handel – gumy do żucia na posadzkach i wykładzinach

Zaletą tej technologii jest fakt, że podczas jednego procesu następuje zarówno czyszczenie powierzchni, odkażanie, a także usuwanie wszelkich zapachów. Zakończeniem całego procesu jest podciśnieniowe zebranie resztek brudu i zabitych mikroorganizmów do specjalnej komory urządzenia czyszczącego.